# 鄰苯二甲酸二正辛酯
鄰苯二甲酸二正辛酯（Di-n-octyl phthalate，缩写为或），又称鄰苯二甲酸二辛酯、酞酸二辛酯（dioctyl phthalate，缩写），化學式C6H4(CO2C8H17)2，为邻苯二甲酸与正辛醇生成的酯类化合物。它是邻苯二甲酸酯的一種，也是一種常用的塑化劑。

## 製備
鄰苯二甲酸二正辛酯是由邻苯二甲酸酐和辛醇在有催化剂的條件下製備。

## 性質
鄰苯二甲酸二正辛酯是無色無味的液體，不溶於水。

## 用途
鄰苯二甲酸二正辛酯可用做塑化劑（用在PVC）、消泡劑、溶剂和塗料樹脂，可以用在化妝品、醫療器材上，鄰苯二甲酸二正辛酯也可以用來製作測試氣霧。

## 安全說明
DNOP已列入《德國消費品條例》的附件1，不可以用作嬰兒用品或是孩童可能放入口中玩具的塑化劑。